# Henry Joseph O’Brien
Henry Joseph O’Brien (* 21. Juli 1896 in New Haven, Connecticut; † 23. Juli 1976 in Hartford, Connecticut) war ein US-amerikanischer römisch-katholischer Geistlicher und der erste Erzbischof von Hartford.

## Leben
O’Brien empfing am 8. Juli 1923 das Sakrament der Priesterweihe.
Am 19. März 1940 wurde er zum Weihbischof in Hartford und Titularbischof von Sita ernannt. Die Bischofsweihe spendete ihm am 14. Mai desselben Jahres der Apostolische Delegat in den USA, Erzbischof Amleto Giovanni Cicognani; Mitkonsekratoren waren Joseph Edward McCarty, Bischof von Portland, und Maurice Francis McAuliffe, Bischof von Hartford.
Diesem folgte O’Brien am 7. April 1945 als Bischof von Hartford nach, ehe er am 6. August 1953 mit der Erhebung des Bistums zum Erzbistum dessen erster Erzbischof wurde. Mit seiner Emeritierung am 20. November 1968 wurde er zum Titularerzbischof pro hac vice von Uthina ernannt. Diesen Titel trug er bis zum 5. Januar 1971. Sein Nachfolger als Erzbischof wurde John Francis Whealon. Henry O’Brien starb am 23. Juli 1976.